# Raffaele Ala
Raffaele Ala (1780 – 5 marzo 1846) è stato un giurista italiano.

## Biografia
Raffaele Ala giurista, procuratore dei poveri, avvocato della Curia Romana, docente di istituzioni di diritto criminale, divenne dottore in Diritto all'Università di Roma nel 1816. Fra il 1825 e il 1826 pubblicò a Roma gli otto volumi del Foro criminale. A Roma, nel 1829-1830, pubblicò Pratica criminale, in tre volumi, in cui trattava della procedura. A partire dal 1838 fu professore di diritto criminale presso l'Università romana.

## Opere
- Il foro criminale, vol. 1, Roma, Tipografia di Nicola Lazzari, 1825.
- Il foro criminale, vol. 2, Roma, Tipografia di Nicola Lazzari, 1825.
- Il foro criminale, vol. 3, Roma, Tipografia di Nicola Lazzari, 1825.
- Il foro criminale, vol. 4, Roma, Tipografia di Crispino Puccinelli, 1826.
- Il foro criminale, vol. 5, Roma, Tipografia di Crispino Puccinelli, 1826.
- Il foro criminale, vol. 6, Roma, Tipografia di Crispino Puccinelli, 1826.
- Il foro criminale, vol. 7, Roma, Tipografia di Crispino Puccinelli, 1826.